# Grigorowitsch DI-3
Die Grigorowitsch DI-3 (russisch Григорович ДИ-3) ist ein zweisitziges, einmotoriges Doppeldecker-Jagdflugzeug sowjetischer Herkunft. 

## Entwicklung
Die Maschine war in Gemischtbauweise gefertigt. Der Rahmen wurde aus Stahlrohren geschweißt, die mit Holz verkleidet waren. Das Fahrwerk war nicht einziehbar. Um dem Heckschützen ein freies Schussfeld zu bieten, wurde ein Doppelleitwerk verwendet. 
Als fest nach vorne gerichtete Bewaffnung waren oberhalb des Motors zwei PW-1-Maschinengewehre eingebaut, die durch den Propellerkreis feuerten. Der Beobachter bediente ein auf einer handbetätigten Lafette montiertes DA-Maschinengewehr mit Schussfeld nach hinten. 
Die Flugerprobung wurde im August 1931 aufgenommen. Obwohl die Geschwindigkeit genügte, erwies sich die Maschine als zu schwer und schlecht zu manövrieren, so dass keine Serienfertigung in Frage kam. Im Winter wurden noch Tests mit Skiern gemacht. Danach wurde die Bewaffnung ausgebaut und das Flugzeug als Reisemaschine verwendet.

## Technische Daten
| Kenngröße                | Daten                          |
| ------------------------ | ------------------------------ |
| Spannweite               | 11,60 m                        |
| Länge                    | 8 m                            |
| Flügelfläche             | 30,70 m²                       |
| Leermasse                | 1487 kg                        |
| Startmasse               | max. 2122 kg                   |
| Höchstgeschwindigkeit    | 284 km/h                       |
| Dienstgipfelhöhe         | 6300 m                         |
| Zeit für einen Vollkreis | 13 s                           |
| Triebwerk                | ein 12-Zylinder-V-Motor BMW VI |
| Leistung                 | 537 kW (730 PS)                |
| Bewaffnung               | 3 × MG                         |